# Blera fallax
Blera fallax  es una especie de mosca sírfida. Se distribuye por el Paleártico en Eurasia.